# Eszeweria błękitna

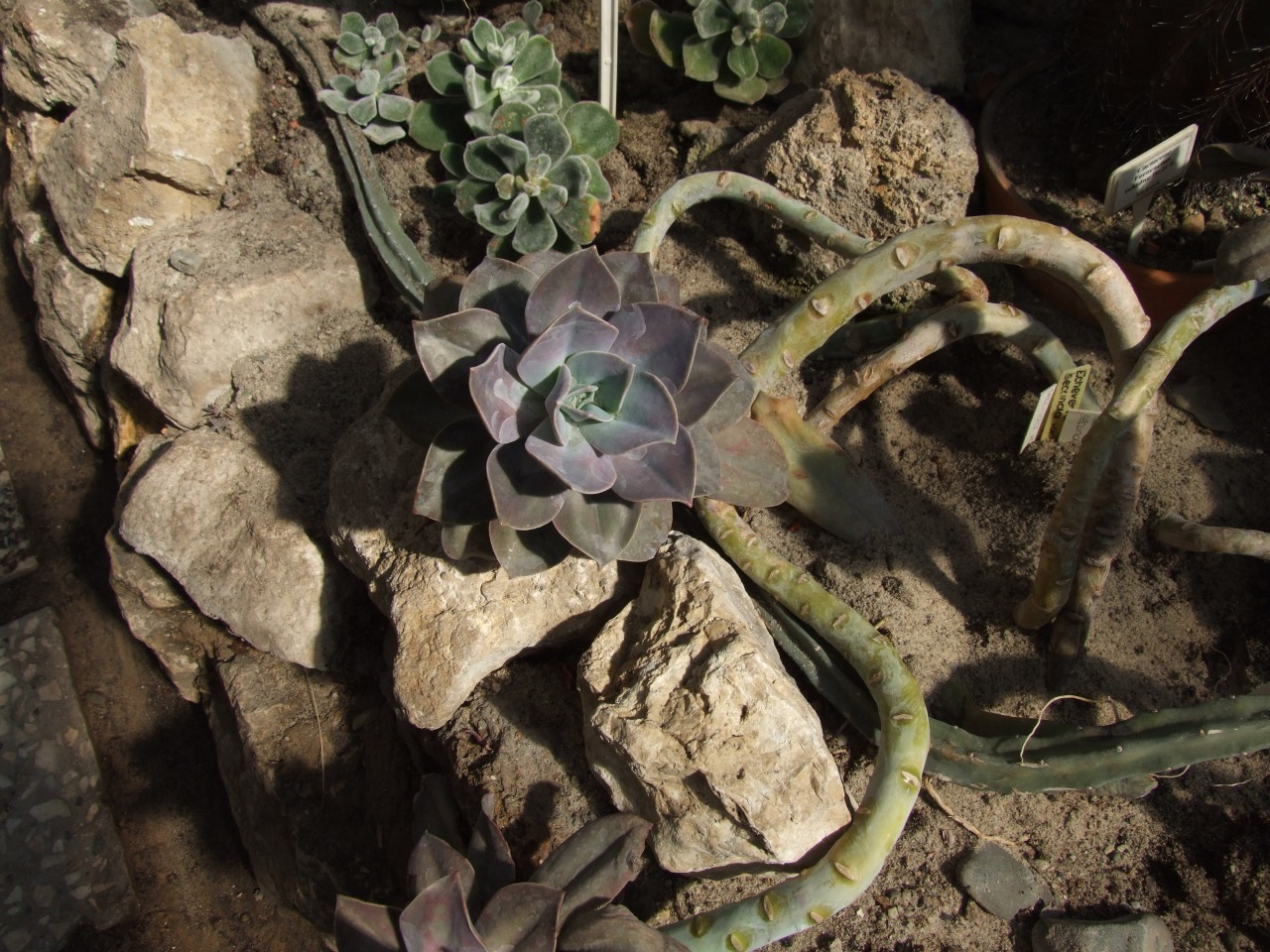
Pędy i różyczki liściowe

Eszeweria błękitna (Echeveria secunda) – gatunek rośliny należący do rodziny gruboszowatych (Crassulaceae). Pochodzi ze środkowego Meksyku, jest uprawiana w wielu krajach jako roślina ozdobna.

## Morfologia
Niski półkrzew z krótkimi łodygami. Liście łopatkowate, mięsiste w kolorze szaroniebieskim z woskowym nalotem. Są zebrane w formie przyziemnej różyczki, na brzegach wybarwione są na kolor czerwonawy. Pęd kwiatonośny wysoki, dochodzący do 50 cm wysokości, prawie bezlistny, o drobnych listkach w kształcie lancetowatym. Kwiaty kształtu kubkowatego w kolorze czerwonożółtym zebrane są w szczytowych gronach. Mają głęboko podzielony 5-łatkowy kielich, 5-platkową koronę, 5 słupków i 10 pręcików. Owocem jest mieszek.

## Biologia
Bylina, sukulent. Rośnie powoli, ale jest długowieczna. Starsze, dobrze rozrośnięte okazy kwitną na wiosnę. Różne gatunki eszewerii dość łatwo krzyżują się z sobą. W czasie roku wytwarza zwykle kilka nowych liści, równocześnie tracąc 1–2 najniżej położone. Wskutek tego bezlistny pęd rośliny stopniowo wydłuża się pokładając się na ziemi, zaś jego wierzchołek zakończony jest zawsze różyczką żywych liści. Wytwarza dużo nowych różyczek, które ukorzeniają się w ziemi.

## Zastosowanie
W Polsce jest uprawiana jako roślina pokojowa, sadzona jest także w pojemnikach na klombach i kwietnikach. Na zewnątrz pomieszczeń rośnie lepiej, niż w mieszkaniach, nie jest jednak mrozoodporna i na zimę musi być wniesiona do pomieszczenia. Bardzo dobrze komponuje się w niewielkich ogródkach z innymi sukulentami, szczególnie z wilczomleczami i kolumnowymi kaktusami, dobrze wygląda też w wiszącym pojemniku.

## Uprawa
- Sposób uprawy. Roślinie należy zapewnić dużo światła przez cały rok i temperaturę pokojową, tj. 18–20 °C. Zimą powinna ona wynosić około 5–10 °C, tylko dla roślin kwitnących może być nieco wyższa. Najlepiej trzymać ją na parpecie południowego okna, gdy jest ciepło można wystawić ją na zewnątrz. Latem podlewamy umiarkowanie, zimą prawie wcale. Nie lubi zraszania. Należy ją nawozić raz na 4 tygodnie odpowiednim roztworem nawozu do kaktusów od marca do lipca. Roślin przesadzonych nie nawozi się przez rok. Substrat powinna stanowić zwykła ziemia do kaktusów. Jej powierzchnię dobrze jest wysypać drobnymi kamykami.
- Rozmnażanie. Najłatwiej przez ukorzenianie całych nowych różyczek liściowych odciętych od rośliny matecznej wraz z kawałkiem pędu. Ukorzeniają się dość łatwo, najlepiej w czystym piasku wysypanym na warstwę torfu. Odcięte różyczki pozostawia się w suchym miejscu na kilkanaście godzin, aby zaschnęło miejsce cięcia, można też ranę zasypać węglem drzewnym. Ukorzenianie trwa 3–4 tygodnie. Można też rozmnażać przez nasiona (trwa to dłużej) lub przez sadzonki liściowe.